# Manfred Kiedorf
Manfred Kiedorf (ur. 21 października 1936 w Berlinie, zm. 1 stycznia 2015 tamże) – niemiecki scenograf, ilustrator, miniaturzysta.

## Życiorys
Ojciec Manfreda, Karl Paul Kiedorf był urzędnikiem pocztowym pracującym podczas II wojny światowej w okolicach Poznania. Po 1945 powrócił z rodzicami do Berlina, a rok później przez prace ojca mieszkał w Stützerbach, Neuhaus am Rennweg i Sonnebergu. Po śmierci ojca w lutym 1949 pracował jako organizator wystaw sklepowych w Handelsorganisation. Wtedy też poznał innego artystę Gerharda Bätza, z którym przez wiele lat współpracował. Inspiratorami dla jego twórczości w tym okresie byli Alfred Ahner oraz Alexander von Szpinger. 
W latach 1956–1960 studiował na Akademii Sztuk Pięknych w Berlinie. Po ukończeniu studiów pracował jako scenograf w Staatsoper Unter den Linden. W 1965 założył własną firmę i pracował dla Deutscher Fernsehfunk i teatrów Maxim-Gorki i Volksbühne w Berlinie. Od 1973 pracował jako niezależny artysta. Współpracował z DEFA oraz Muzeum Historii Niemiec w Berlinie i Muzeum Poczty NRD. W 1980 podjął nieudanej próby ucieczki z kraju i został skazany na 3 lata więzienia. 
Od 1970 był członkiem Stowarzyszenia Artystów Plastyków NRD.
Od 2006 jego prace można podziwiać w Państwowym Muzeum Turyngii w Rudolstadt.